# Denis Komivi Amuzu-Dzakpah
Denis Komivi Amuzu-Dzakpah est un prélat catholique togolais, archevêque de Lomé de 2007 à 2019.

## Biographie
Il naît le 10 octobre 1943 à Kpogamé, dans la préfecture de Zio. Baptisé dès le 18 octobre 1944 à Tsévié, il y fait sa première communion le 22 juin 1952, puis sa confirmation le 28 mars 1954.

### Enfance et premières études
Il fut élève à Tsévié entre 1952 et 1957, puis au collège Saint-Joseph de Lomé, où il obtint le baccalauréat en 1965. Parti à Rome grâce à Robert-Casimir Dosseh-Anyron (de), il obtint une licence de philosophie à l’Université pontificale urbanienne, où il étudia également la théologie.

### Prêtre
Il est ordonné prêtre le 22 mai 1972 par le cardinal Julius Döpfner. De retour dans son pays natal, il occupa plusieurs fonctions en paroisse et dans l’enseignement catholique entre 1972 et 1978. Puis, de 1979 à 1984, il acheva ses études à l’université Saint-Paul d'Ottawa et l'université d'Ottawa par un doctorat en philosophie. Entre 1984 et 1991, il fut professeur au grand séminaire de Lomé ; puis de 1992 à 1998 il fut secrétaire général de la Conférence des Evêques de la Région  Afrique de l'Ouest.  À partir de 1998, il devint vicaire général de l’archidiocèse de Lomé et secrétaire général de la Conférence des évêques du Togo.

### Archevêque
Nommé archevêque de Lomé le 8 juin 2007, il est consacré le 15 août 2007 par le cardinal Christian Wiyghan Tumi puis installé le lendemain à la cathédrale du Sacré-Cœur de Lomé. Il se retire le 23 novembre 2019.